# Maron (Garung)
Maron is een bestuurslaag in het regentschap Wonosobo van de provincie Midden-Java, Indonesië. Maron telt 3883 inwoners (volkstelling 2010).